# Траутмансдорфы

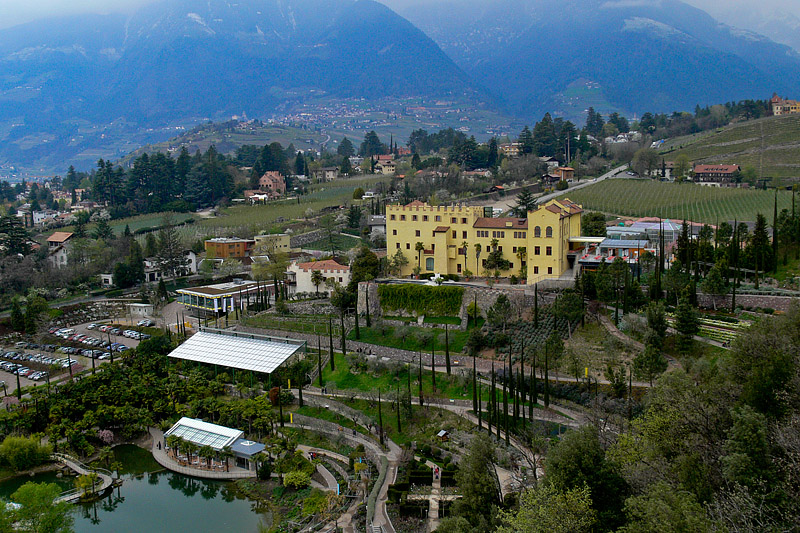
Родовой замок Траутмансдорф в Альпах

О селении в Штирии см. Траутмансдорф (Восточная Штирия)
Траутмансдорфы (Trauttmansdorff) — австрийский графский и княжеский род, происходивший с юга Тироля. Родовой замок Траутмансдорф близ Мерана ныне расположен в границах Италии. В XVII—XVIII вв. резиденцией одной из ветвей Траутмансдорфов служил Литомишльский замок в Богемии.
Несколько Траутмансдорфов прославили себя как искусные дипломаты. Максимилиан фон Траутманнсдорф (1584—1650) представлял Священную Римскую империю на Мюнстерском конгрессе: Оксеншерна называл его «душой» Вестфальского мира. Бюст его стоит в Вальхалле. В годы перед заключением мира ему принадлежал город Вайнсберг, вследствие чего его потомки называли себя Траутмансдорфами-Вайнсбергами. Максимилиан первым из Траутмансдорфов был пожалован графским титулом. 
Титулом имперского князя его потомки обязаны Фердинанду фон Траутмансдорфу (1749—1827), который в 1801 г. временно исполнял обязанности канцлера и руководил внешней политикой Австрии. Он неудачно пытался продиктовать Наполеону условия медиатизации — процесса, который затрагивал и его семейство. По окончании наполеоновских войн император поручил ему заниматься подготовкой Венского конгресса. Дипломатические традиции своих предков продолжает тёзка первого князя, назначенный в 2010 г. австрийским послом в Праге.